# استاربریک (پنسیلوانیا)
استاربریک (به انگلیسی: Starbrick) یک منطقهٔ مسکونی در ایالات متحده آمریکا است که در شهرستان وارن، پنسیلوانیا واقع شده‌است. استاربریک ۵۲۲ نفر جمعیت دارد.